# Dân chúng Phản đế Liên hiệp hội
Dân chúng Phản đế Liên hiệp hội (tiếng Trung: 民众反帝联合会; bính âm: Mínzhòng Fǎn Dì Liánhé Huì; Wade–Giles: Minchung Fan Ti Lienho Hui) là một đảng chính trị ở Tân Cương, Trung Hoa Dân Quốc dưới thời cầm quyền của Thịnh Thế Tài, từ năm 1934 đến năm 1942.

## Lịch sử
Dân chúng Phản đế Liên hiệp hội được Thịnh Thế Tài thành lập tại Ürümqi vào ngày 1 tháng 8 năm 1935. Garegin Abramovich Apresov đệ trình báo cáo lên Bộ Chính trị Đảng Cộng sản Liên Xô, và vào ngày 5 tháng 8, Bộ Chính trị đã chấp nhận việc thành lập Dân chúng Phản đế Liên hiệp hội. Tổ chức này phải bao gồm đại diện của các cơ quan mật vụ Liên Xô. Là người đứng đầu của tổ chức, Thịnh Thế Tài trở thành một trong những nhân vật chủ chốt trong chính sách của Liên Xô ở khu vực. Việc thành lập Dân chúng Phản đế Liên hiệp hội cũng củng cố vị thế của Liên Xô ở Tân Cương.
Cơ quan tuyên truyền của hội là Mặt trận Chiến tranh Phản đế. Đoàn Thanh niên và Hội Phụ nữ Tân Cương là tổ chức thanh niên và phụ nữ của hội. Số lượng thành viên của hội đã gia tăng đáng kể. Năm 1935, tổ chức này có 2.489 thành viên, tới năm 1937 số thành viên tăng lên 5.281, và đến năm 1939 tăng lên 10.000. Các thành viên của hội đến từ nhiều dân tộc khác nhau, bao gồm người Hán, người Hồi và các dân tộc Turk khác nhau.
Hệ tư tưởng của Dân chúng Phản đế Liên hiệp hội là "Sáu chính sách lớn", được Thịnh Thế Tài ban hành vào tháng 12 năm 1934. Những chính sách này đảm bảo cho "Bản tuyên ngôn vĩ đại tám điểm" trước đó của ông, bao gồm "chống chủ nghĩa đế quốc, hữu nghị với Liên Xô, bình đẳng giữa các dân tộc và chủng tộc, chính phủ trong sạch, hòa bình và tái thiết". Thịnh Thế Tài gọi đây là "sự vận dụng khéo léo, cần thiết của chủ nghĩa Marx, chủ nghĩa Lenin và chủ nghĩa Stalin trong điều kiện xã hội phong kiến lạc hậu về kinh tế và văn hóa ở Tân Cương". Đây là nền tảng tư tưởng cho sự cai trị của Thịnh Thế Tài. Với việc công bố "Sáu chính sách lớn", Thịnh Thế Tài đã thông qua một lá cờ mới với một ngôi sao sáu cánh để đại diện cho các chính sách này.
Sau khi Thịnh Thế Tài hợp tác với Chính phủ Quốc dân, Quốc dân đảng lan rộng khắp Tân Cương, thay thế Dân chúng Phản đế Liên hiệp hội. Tổ chức này đã bị giải thể vào tháng 4 năm 1942.

## Trích dẫn
1. ↑  Rahman 2005, tr. 38.
2. ↑  Chaudhuri 2016, tr. 59.
3. ↑  Brophy 2016, tr. 256.
4. 1 2  De Cordier 2016, tr. 61.
5. ↑  Gasanli 2016, tr. 61.
6. ↑  Chan 1983, tr. 378.
7. 1 2  Clarke 2011, tr. 33.
8. 1 2  Mansfield 1945, tr. 3735.
9. ↑  Sheng 1939.
10. ↑  Chan 1983, tr. 377.
11. ↑  Brophy 2016, tr. 255.
12. ↑  Jacobs 2011, tr. 350.
13. ↑  Dallin 1948, tr. 362.

### Sách
- Brophy, David (2016). Uyghur Nation. Cambridge, MA: Harvard University Press. ISBN 9780674660373.
- Chaudhuri, Debasish (2016). "China's Policy in Xinjiang, 1948–78". Trong Warikoo, K. (biên tập). Xinjiang – China’s Northwest Frontier. Abingdon-on-Thames: Routledge. ISBN 9781317290292.
- Clarke, Michael E. (2011). Xinjiang and China's Rise in Central Asia – A History. Abingdon-on-Thames: Taylor & Francis. ISBN 9781136827068.
- Dallin, David J. (1948). Soviet Russia and the Far East. New Haven, CT: Yale University Press. ISBN 978-0208009968.
- Gasanli, Jamil (2016).  Синьцзян в орбите советской политики: Сталин и муслиманское движение в Восточном Туркестане 1931-1949 [Tân Cương trong quỹ đạo chính trị Liên Xô: Stalin và phong trào Hồi giáo ở Đông Turkestan 1931–1949] (bằng tiếng Nga). Moskva: Флинта. ISBN 9785976523791.
- Jacobs, Justin Matthew (2011). Empire besieged: the preservation of Chinese rule in Xinjiang, 1884–1971. San Diego, CA: University of California, San Diego. ISBN 9781124814070.
- Mansfield, Mike (1945). "Outer Mongolia and Sinkiang". Congressional Record: Proceedings and Debates of the 79th Congress First Session. Quyển 91. Washington D. C.: U.S. Government Printing Office.
- Rahman, Anwar (2005). Sinicization Beyond the Great Wall: China's Xinjiang Uighur Autonomous Region. Kibworth Beauchamp: Troubador Publishing Ltd. ISBN 9781904744887.

### Tạp chí học thuật
- Chan, F. Gilbert (1983). "Sheng Shih-ts'ai's reform programs in Sinkiang: idealism or opportunism?". Journal of Modern History. 12: 365–385.
- De Cordier, Bruno (2016). "International aid, frontier securitization and social engineering: Soviet-Xinjiang development cooperation during the Governorate of Sheng Shicai (1933–44)". Central Asian Affairs. 3: 49–76.
- Nyman, Lars-Erik (1991). "Sinkiang 1934-1943: Dark decade for a pivotal puppet". Cahiers du Monde Russe. 32: 97–105.

### Website
- Sheng, Shicai (1939). "Translation of a 4 January 1939 Letter of Governor Sheng Shicai to Cdes. Stalin, Molotov, and Voroshilov". Woodrow Wilson International Center for Scholars. Truy cập ngày 24 tháng 11 năm 2017.